# Frigide Barjot
Frigide Barjot (snadno zaměnitelná s Brigitte Bardotovou, také známá pod jménem Virgine Merle, * 25. září 1962 Boulogne-Billancourt, Francie) je francouzská humoristka, fejetonistka a politická aktivistka. Ve Francii se stala veřejně známou zejména pro svou kampaň proti přijetí zákona o stejnopohlavním manželství, který měl mimo jiné umožnit homosexuálním párům také společné osvojení dětí.

## Biografie
Jejím otcem je učitel hudby a vlastník kliniky v Lyonu Jacques Merle. Studovala práva na Univerzitě Jeana Moulina Lyon 3 a na Pařížském institutu politických věd. Ještě před tím, než začala pracovat na postu úřednice, vstoupila do gaullistické politické strany Rassemblement pour la République (RPR). Provdala se za Bruna Tellenne neboli Basila de Koch, bratra Karla Zera, politicky orientovaného spisovatele, blízkého Charlesi Pasquaovi. Společně založili organizaci s názvem Jalons, která se specializuje na tvorbu zábavy pro širokou veřejnost. V roce 2013 stála za organizací několika protestů v Paříži proti přijetí zákona o manželství osob stejného pohlaví, čímž si vysloužila status nejvýraznější obhájkyně tradiční rodiny. Působí jako mluvčí tzv. Demonstrace za všechny (francouzsky La Manif pour tous).

## Hudba a film
- Členka zaniklé kapely Georgese Pompidoua
- 2006, Make love to me with two fingers, imitace Brigitte Bardotové.
- Fabien Onteniente : 3 zéros (2002) a People (2004).